# Jaime Prieto Amaya
Jaime Prieto Amaya (ur. 27 marca 1941 w Bogocie, zm. 25 sierpnia 2010) – kolumbijski duchowny katolicki, biskup Cúcuty w latach 2009-2010.

## Życiorys
Święcenia kapłańskie przyjął 14 sierpnia 1965 i uzyskał inkardynację do diecezji Facatativá. Był m.in. notariuszem kurii, dyrektorem kurialnego wydział ds. duszpasterstwa społecznego, wikariuszem biskupim ds. duszpasterskich oraz wikariuszem generalnym diecezji.
11 listopada 1993 papież Jan Paweł II mianował go biskupem diecezji Barrancabermeja. Sakry biskupiej udzielił mu miesiąc później abp Paolo Romeo.
1 grudnia 2008 otrzymał nominację na biskupa Cúcuty, zaś 7 lutego 2009 kanonicznie objął urząd.
Zmarł w nocy 25 sierpnia 2010.